# Panciu
Panciu là một thị xã thuộc hạt Vrancea, România. Dân số thời điểm năm 2002 là 8991 người.